# József Simándy

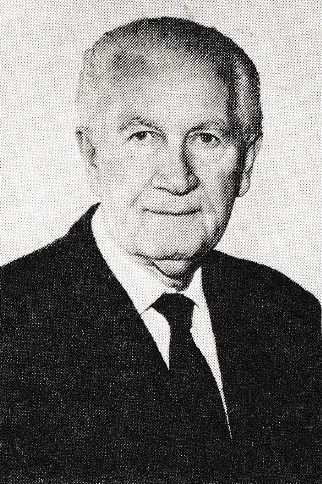
József Simándy

József Simándy (* 18. September 1916 in Kistarcsa; † 3. März 1997 in Budapest) war ein ungarischer Opernsänger im Stimmfach Tenor.

## Leben
József Simándy arbeitete nach Abschluss seiner Schulzeit bis 1939 als Kfz-Mechaniker in einer Autowerkstatt und als Taxifahrer, um seinen Lebensunterhalt zu verdienen. Er nahm dann zunächst privat Gesangsunterricht bei der bekannten Opernsängerin und Altistin Emília Posszert (1893–1973). Ab 1940 war Simándy Mitglied im Chor der Ungarischen Staatsoper in Budapest. Später absolvierte er von 1943 bis 1945 eine Gesangsausbildung an der Franz-Liszt-Musikakademie in Budapest. Sein Debüt als Opernsänger erfolgte 1946 am Opernhaus (Nationaltheater) von Szeged als Don José in der Oper Carmen von Georges Bizet.
Im Februar 1947 gastierte Simándy als Don José und als Turiddu in Cavalleria rusticana an der Ungarischen Staatsoper in Budapest. Daraufhin wurde er als Erster Tenor an die Ungarische Staatsoper verpflichtet, deren festes Ensemblemitglied er bis 1982 blieb. Im Oktober 1948 sang er in der Budapester Oper die Titelrolle in Richard Wagners romantischer Oper Lohengrin in einer mittlerweile legendären Aufführung unter der Leitung von Otto Klemperer. Nach Simándys beeindruckender Interpretation der Gralserzählung im 3. Aufzug unterbrach das Publikum die Vorstellung und applaudierte zunächst lange, um ein Da capo zu erzwingen. Klemperer verließ daraufhin aus Verärgerung kurzfristig das Dirigentenpult, kehrte aber nach einer Pause zurück und dirigierte die Aufführung zu Ende. Im November 1948 sang er erstmals den Radames an der Budapester Oper, in einer Aufführung unter der Leitung des damaligen Chefdirigenten Georg Solti.
Von 1956 bis 1960 hatte Simándy einen Gastvertrag mit der Bayerischen Staatsoper in München. Dort trat er auch in einigen Rollen auf, die er in Ungarn nie gesungen hatte: als Edgardo in Lucia di Lammermoor, als Alfredo in La traviata und als Rinuccio in Gianni Schicchi.
1957 sang Simándy an der Wiener Staatsoper den Don José. Im Mai 1957 sang er in Holland gemeinsam mit Elisabeth Schwarzkopf, Nan Merriman und Heinz Rehfuss, wieder unter der musikalischen Leitung von Otto Klemperer, das Tenor-Solo in der Missa solemnis von Ludwig van Beethoven. Im Juli 1963 sprang er über Nacht bei den Freilichtspielen in Szeged kurzfristig für den erkrankten Tenor Bruno Prevedi als Manrico ein, eine Rolle, die Simándy zum damaligen Zeitpunkt über ein Jahr lang nicht mehr gesungen hatte. Im Januar 1969 sang er an der Rumänischen Oper in Cluj (Opera Naţională Română Cluj-Napoca) die Partie des Florestan in Fidelio.
1977 sang er am Stadttheater Baden in Baden bei Wien das Tenor-Solo in der Neunten Sinfonie von Ludwig van Beethoven in einer Aufführung mit dem Tonkünstler-Orchester Niederösterreich und dem Wiener Singverein unter der Leitung von Carl Melles.
Im Mai 1980 nahm Simándy im Erkel-Theater in Budapest mit der Titelrolle in Giuseppe Verdis Otello offiziell Abschied von der Opernbühne. Nach seinem offiziellen Bühnenabschied trat József Simándy noch einmal 1984 anlässlich der Hundertjahrfeier der Budapester Oper auf. Er sang eine musikalische Szene des Titelhelden aus der Oper Bánk bán von Ferenc Erkel. Bánk bán wurde in Ungarn seine legendärste und emblematischste Rolle, mit der sich sein Name für das Publikum der 2. Hälfte des 20. Jahrhunderts untrennbar verband.
Als Konzertsänger war er weiterhin künstlerisch aktiv, so sang er beispielsweise noch 1985, nahezu noch immer im Vollbesitz seiner stimmlichen Mittel, in Budapest Robert Schumanns Liederzyklus Dichterliebe.
Von 1978 bis 1986 war Simándy Professor an der Musikhochschule Budapest. 1983 veröffentlichte er mithilfe des Co-Autors László Dalos seine Autobiografie unter dem Titel Bánk bán elmondja (Bánk bán erzählt es).
Für seine künstlerischen Verdienste wurde Simándy mehrfach ausgezeichnet. 1953 erhielt er den Kossuth-Preis. 1964 wurde er mit dem Titel „Hervorragender Künstler der Ungarischen Volksrepublik“ (Magyar Népköztársaság Kiváló Művésze) ausgezeichnet. 1996 erhielt er den Verdienstorden der Republik Ungarn (A Magyar Köztársasági Érdemrend középkeresztje a csillaggal).
Im deutschen Sprachraum trat József Simándy häufig auch unter den Schreibweisen Josef Simándy oder Josef Simándi auf.

## Repertoire
Simándy sang die großen lyrischen und lyrisch-dramatischen Rollen des Tenorfachs. Sehr früh kam bei ihm auch das Fach des Jugendlichen Heldentenors hinzu. Er übernahm Opern-Rollen von Giuseppe Verdi (Manrico, Riccardo, Gabriele Adorno,  Don Carlo, Radames, Otello) und Richard Wagner (Erik, Lohengrin, Walther von Stolzing). Im deutschen Fach sang er den Tamino und den Florestan. Im ungarischen Repertoire verkörperte er die Titelrollen in den Opern Bánk bán und Hunyadi László von Ferenc Erkel. Weitere Rollen waren Lenski in Eugen Onegin, Hans in Die verkaufte Braut, Canio in Der Bajazzo und Cavaradossi in Tosca.
Simándy war ein Zwischenfachtenor mit erheblicher Spintoqualität, dessen geschmeidige durchschlagskräftige Stimme auch das Heldenfach (Otello) respektabel bewältigte.
Simándy war auch als Konzertsänger tätig. Er sang insbesondere auch immer wieder Lieder von Béla Bartók und Zoltán Kodály. Aufgrund seiner strahlenden, leichten Höhe galt er auch als hervorragender Operettensänger. Mit Erzsébet Házy sang er Duette aus Operetten von Franz Lehár und Emmerich Kálmán. Außerdem interpretierte er ungarische Zigeunermusik.
Das durch Rundfunkaufnahmen, Live-Mitschnitte und Schallplatten überlieferte musikalische Schaffen von József Simándy wurde in den letzten Jahren teilweise auch auf CD wiederveröffentlicht.